# Барбара Доусън Смит
Барбара Даусън Смит (на английски: Barbara Dawson Smith) е американска писателка на произведения в жанра любовен роман, исторически любовен роман и романтичен трилър. Пише под псевдонима Оливия Дрейк (на английски: Olivia Drake). В България е издадена като Барбара Смит.

## Биография и творчество
Барбара Даусън Смит е родена в САЩ. Следва журналистика в Държавния университет на Мичиган.
През 1981 г. се присъединява към Асоциацията на писателите на любовни романи на Америка.
Първият ѝ роман „No Regrets“ (Без съжаления) е издаден през 1985 г.
Произведенията ѝ получават редица номинации за награди. Печели награди за „най-добър исторически романтичен трилър“ и „най-добър исторически регентски любовен роман“ на списание „Romantic Times“. През 2002 г. получава престижната награда „РИТА“ за най-добър кратък исторически любовен роман за „Tempt Me Twice“ (Съблазни ме повторно).
Чете лекции по творческо писане на писателски семинари.
Барбара Даусън Смит живее със семейството си в Хюстън.

## Произведения

### Самостоятелни романи
- No Regrets (1985)
- Stolen Heart (1988)
- Silver Splendor (1989)
- Dreamspinner (1990)
- A Glimpse of Heaven (1995)
- Never a Lady (1996)
- Once Upon A Scandal (1997)
- Her Secret Affair (1998)
Грешница на любовта, изд. „Торнадо“ (1998), прев. Николай Долчинков
- Too Wicked To Love (1999)
- Seduced by a Scoundrel (1999)
- The Duchess Diaries (2005)
- Countess Confidential (2006)
- The Rogue Report (2006)

### Серия „Предизвикателният Флетчър“ (Defiant Fletcher)
1. Defiant Embrace (1985)
2. Defiant Surrender (1987)

### Серия „Огненият Колридж“ (Fire Coleridge)
1. Fire on the Wind (1992)
2. Fire at Midnight (1992)

### Серия „Розови пъпки“ (Rosebuds)
1. Romancing the Rogue (2000)
2. Tempt Me Twice (2001) – награда „РИТА“
3. With All My Heart (2002)
4. One Wild Night (2003)
5. The Wedding Night (2004)

### Сборници
- Christmas Romance (1990) – с Катрин Харт, Бетина Кран, Линда Лад и Катрин Сътклиф
- Scandalous Weddings (1998) – с Рексан Бенел, Джил Джоунс (Емили Лафордж) и Бренда Джойс

### Като Оливия Дрейк

#### Серия „Наследница в Лондон“ (Heiress in London)
1. Seducing the Heiress (2009)
2. Never Trust A Rogue (2010)
3. Scandal of the Year (2011)

#### Серия „Сестринството на Пепеляшка“ (Cinderella Sisterhood)
1. If the Slipper Fits (2012)
2. Stroke of Midnight (2013)
3. Abducted by a Prince (2014)
4. Bella and the Beast (2015)
5. His Wicked Wish (2016)
6. The Scandalous Flirt (2017)

#### Серия „Невероятните херцогини“ (Unlikely Duchesses)
1. The Duke I Once Knew (2018)
2. Forever My Duke (2019)
3. When a Duke Loves a Governess (2021)

### Новели
- Candle in the Snow (2018)